# تئاتر برنارد بی. جیکوبز
تئاتر برنارد بی. جیکوبز (انگلیسی: Bernard B. Jacobs Theatre) یک سالن تئاتر متعلق به سازمان شوبرت در شهر نیویورک، آمریکا است.
این تئاتر که در سال ۱۹۲۷ تأسیس شده در منطقه تئاتر برادوی قرار دارد و دارای ۱٬۰۹۲ نفر ظرفیت است.

## نگارخانه

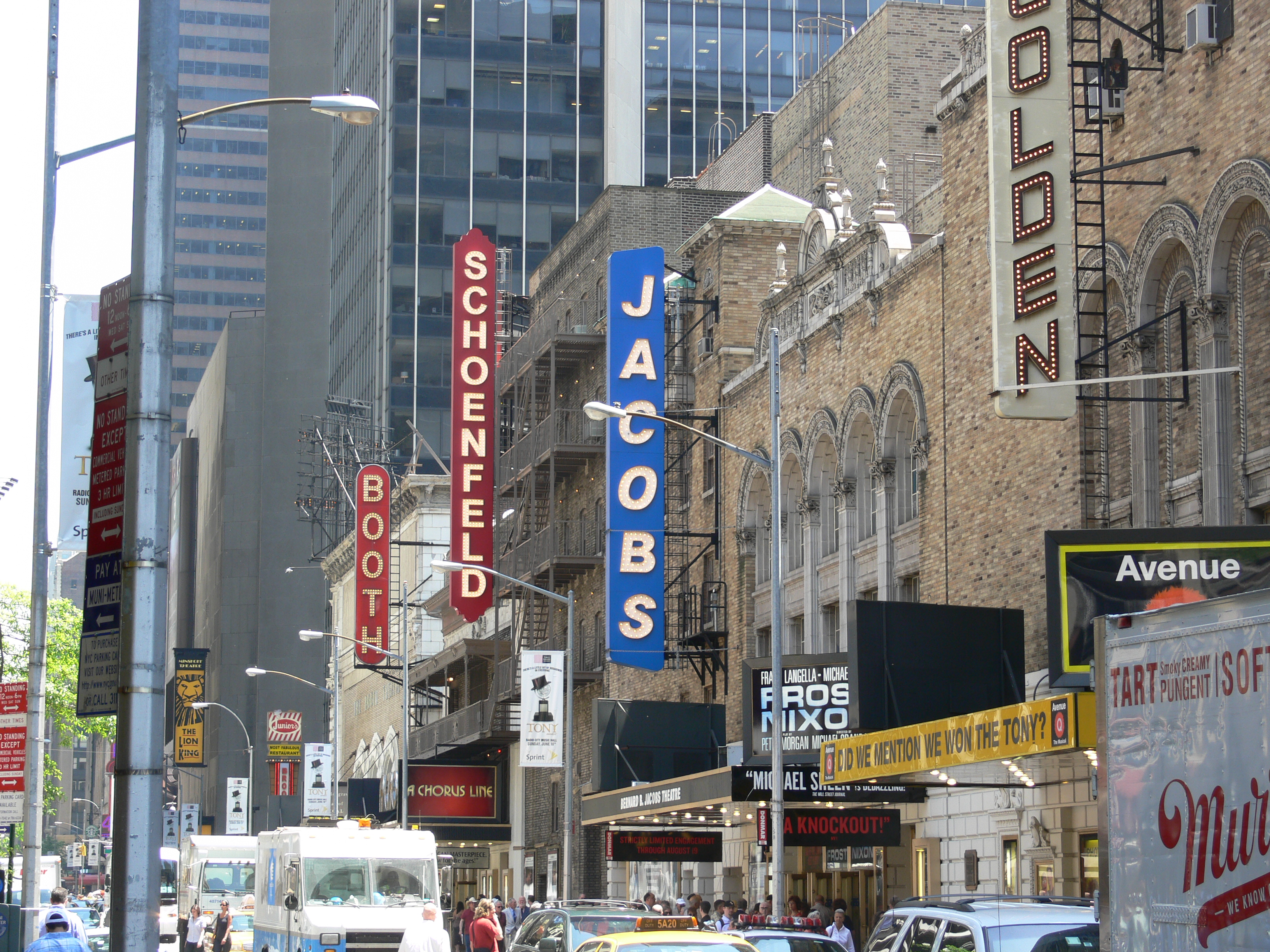
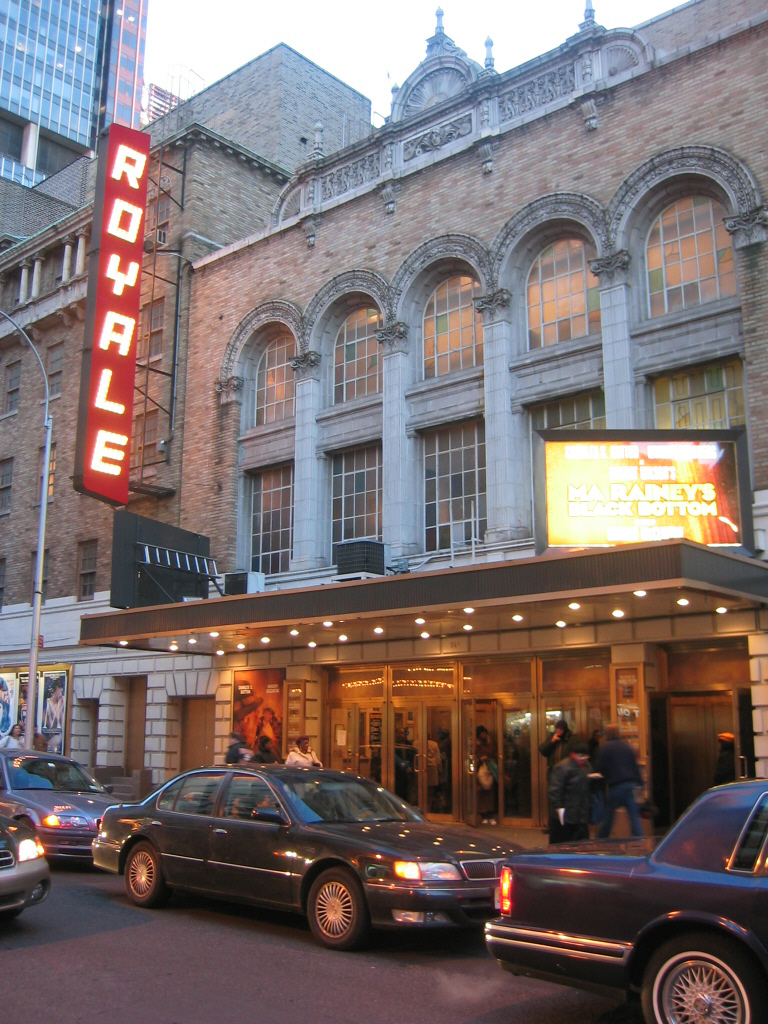